# Gualtiero Francesco Saverio di Dietrichstein
Walther Francesco Saverio di Dietrichstein (Brno, 18 settembre 1664 – Mikulov, 3 novembre 1738) è stato un nobile boemo.
Fu principe di Dietrichstein dal 1708 fino alla sua morte.

## Biografia
Nato a Brno nel 1664, Walther Francesco Saverio di Dietrichstein era il figlio terzogenito di Ferdinando Giuseppe di Dietrichstein, III principe di Dietrichstein, e di sua moglie, la principessa Maria Elisabetta di Eggenberg. Suo bisnonno era il principe regnante Carlo I del Liechtenstein.
La sua condizione di ultrogenito, lo destinò sin dalla più tenera età alla carriera ecclesiastica e per questo studiò in utroque iure a Salisburgo, divenendo in seguito canonico a Olomouc e a Passavia. Qualche tempo dopo, non sentendosi portato, decise di rinunciare alla carriera ecclesiastica.
Dopo la morte in tenera età del fratello maggiore Sigismondo Francesco il 26 agosto 1667 e la morte di suo fratello Leopoldo Ignazio nel 1708, venne chiamato a succedere a quest'ultimo al titolo di principe di Dietrichstein.
Per le stravaganze di suo fratello e predecessore, la prima cosa che Walther Francesco Saverio dovette fare fu stabilizzare le finanze della famiglia.
Nel contempo, Walther Francesco Saverio decise di dedicarsi alla carriera militare. Prese parte a diverse battaglie sotto la guida di uno dei più grandi generali del suo tempo, il principe Eugenio di Savoia. Nel 1697 combatté contro i turchi nella Battaglia di Zenta, tra il 1704 ed il 1706 prese parte alla Guerra di successione spagnola combattendo nelle battaglie di Blenheim e Torino. Nel 1717 prese parte all'assedio ed alla conquista di Belgrado.
Alla corte imperiale di Vienna, Walther Francesco Saverio fu consigliere privato degli imperatori Giuseppe I e Carlo VI, pur continuando a focalizzarsi su una carriera amministrativa provinciale: dal 1701 al 1702 fu alto giudice provinciale della Moravia, dal 1702 fu vice governatore della Moravia stessa e presidente di alcune commissioni.
Nel 1717 la città di Mikulov venne colpita da un rovinoso incendio che distrusse parte del borgo. Due anni dopo (1719) un altro incendio scoppiò nella medesima cittadina, colpendo però questa volta pesantemente il castello locale e pertanto Walther Francesco Saverio venne costretto a finanziare la ricostruzione della sua residenza. Il progetto per la ricostruzione venne affidato a Christian Alexander Oedtl che da anni era impiegato presso la famiglia dei principi di Dietrichstein. Originariamente il castello era composto da tre strutture distinte, mentre Oedtl cambiò completamente la struttura facendone un unico blocco, ma mantenendone la facciata storica. Venne inoltre costruita una nuova terrazza ed un padiglione. Gli interni vennero decorati dal giovane scultore Ignaz Lengelacher, mentre gli affreschi vennero realizzati da Jan George Werle e da Anton Joseph von Prenner; quest'ultimo fu inoltre consigliere artistico di Walther Francesco Saverio come pure di suo fratello Leopoldo Ignazio a suo tempo. Di queste splendide decorazioni oggi rimangono solo quelle della sala terrena; il resto è scomparso nel corso di un incendio scoppiato nel 1945.
Nel 1731 gli fu conferito il Toson d'oro.
Gualtiero Francesco Saverio morì all'età di 74 anni.

## Matrimonio e figli
Il 12 luglio 1687, Walther Francesco Saverio sposò in prime nozze la nobile Zuzana Liborie Katerina Praksická ze Zástrizl (1637 – 9 aprile 1691), erede di Boskovice. La coppia non ebbe figli.
A Brno il 30 agosto 1693, Walter Francesco Saverio sposò in seconde nozze Karolina Maximiliana von Proskau (2 settembre 1674 – 9 settembre 1734), figlia del conte George Christoph von Proskau e di sua moglie, Maria Rosalia of Thurn-Valsassina. La coppia ebbe dieci figli in tutto, di cui solo cinque sopravvissero all'età adulta:
- Maria Giuseppa Antonia (29 giugno 1694 – 3 settembre 1758), sposò il 25 febbraio 1717 il conte e poi principe Štěpán Vilém von Wchinitz und Tettau.
- Maria Rosalia Teresa (29 luglio 1695 – 14 giugno 1708).
- Maria Anna Eleonora (14 luglio 1696 – 1697).
- Carlo Francesco Saverio Ferdinando Domenico (4 agosto 1697 – 2 novembre 1703).
- Maria Eleonora Francesca (10 giugno 1698 – 20 novembre 1698).
- Giovanni Giuseppe Adamo (10 settembre 1699 – 25 aprile 1709).
- Maria Luisa Francesca (21 aprile 1700 – 13/17 dicembre 1783), sposò il 19 dicembre 1729 il conte Michael Wenzel di Althann.
- Carlo Massimiliano Filippo Francesco Saverio (28 aprile 1702 – 24 ottobre 1784), VI principe di Dietrichstein.
- Giovanni Battista Leopoldo (24 giugno 1703 – 11 marzo 1773).
- Giovanni Adamo Ambrogio (7 dicembre 1704 – 30 dicembre 1728).

## Albero genealogico
|                                                                         |                                                |                                                   | Genitori                                 |  |  | Nonni |  |  | Bisnonni                                               |  |  | Trisnonni              |  |
|                                                                         |                                                |                                                   |                                          |  |  |       |  |  | Sigismondo II di Dietrichstein, conte di Dietrichstein |  |  | Adam von Dietrichstein |  |
|                                                                         |                                                |                                                   |                                          |  |  |       |  |  | Sigismondo II di Dietrichstein, conte di Dietrichstein |  |  | Adam von Dietrichstein |  |
|                                                                         |                                                | Margarita Folch de Cardona y Requesens            |                                          |  |  |       |  |  | Sigismondo II di Dietrichstein, conte di Dietrichstein |  |  |                        |  |
| Massimiliano di Dietrichstein, II principe di Dietrichstein             |                                                |                                                   |                                          |  |  |       |  |  | Sigismondo II di Dietrichstein, conte di Dietrichstein |  |  |                        |  |
|                                                                         |                                                | Johanna von der Leiter                            | Hans Warmund von der Leiter              |  |  |       |  |  |                                                        |  |  |                        |  |
|                                                                         |                                                | Johanna von der Leiter                            | Hans Warmund von der Leiter              |  |  |       |  |  |                                                        |  |  |                        |  |
|                                                                         |                                                | Johanna von der Leiter                            | Elisabeth von Thurn                      |  |  |       |  |  |                                                        |  |  |                        |  |
| Ferdinando Giuseppe di Dietrichstein, III principe di Dietrichstein     |                                                | Johanna von der Leiter                            |                                          |  |  |       |  |  |                                                        |  |  |                        |  |
|                                                                         |                                                | Carlo I del Liechtenstein                         | Hartmann II del Liechtenstein            |  |  |       |  |  |                                                        |  |  |                        |  |
|                                                                         |                                                | Carlo I del Liechtenstein                         | Hartmann II del Liechtenstein            |  |  |       |  |  |                                                        |  |  |                        |  |
|                                                                         |                                                | Carlo I del Liechtenstein                         | Anna Maria di Ortenburg                  |  |  |       |  |  |                                                        |  |  |                        |  |
| Anna Maria del Liechtenstein                                            |                                                | Carlo I del Liechtenstein                         |                                          |  |  |       |  |  |                                                        |  |  |                        |  |
|                                                                         |                                                | Anna Maria Šemberová von Boskovice und Černá Hora | Jan Šembera von Boskovice und Černá Hora |  |  |       |  |  |                                                        |  |  |                        |  |
|                                                                         |                                                | Anna Maria Šemberová von Boskovice und Černá Hora | Jan Šembera von Boskovice und Černá Hora |  |  |       |  |  |                                                        |  |  |                        |  |
|                                                                         |                                                | Anna Maria Šemberová von Boskovice und Černá Hora | Anna Krajířová z Krajku                  |  |  |       |  |  |                                                        |  |  |                        |  |
| Walther Francesco Saverio di Dietrichstein, V principe di Dietrichstein |                                                | Anna Maria Šemberová von Boskovice und Černá Hora |                                          |  |  |       |  |  |                                                        |  |  |                        |  |
|                                                                         | Leopoldo Filippo di Salm, III principe di Salm | Filippo Ottone di Salm, conte di Salm             |                                          |  |  |       |  |  |                                                        |  |  |                        |  |
|                                                                         | Leopoldo Filippo di Salm, III principe di Salm | Filippo Ottone di Salm, conte di Salm             |                                          |  |  |       |  |  |                                                        |  |  |                        |  |
|                                                                         | Leopoldo Filippo di Salm, III principe di Salm | Chrétienne de Croy                                |                                          |  |  |       |  |  |                                                        |  |  |                        |  |
| Carlo Teodoro di Salm, IV principe di Salm                              | Leopoldo Filippo di Salm, III principe di Salm |                                                   |                                          |  |  |       |  |  |                                                        |  |  |                        |  |
|                                                                         |                                                | Maria Anna van Bronckhorst                        | Dirk van Bronckhorst, signore di Anholt  |  |  |       |  |  |                                                        |  |  |                        |  |
|                                                                         |                                                | Maria Anna van Bronckhorst                        | Dirk van Bronckhorst, signore di Anholt  |  |  |       |  |  |                                                        |  |  |                        |  |
|                                                                         |                                                | Maria Anna van Bronckhorst                        | Maria Anna van Immerseel                 |  |  |       |  |  |                                                        |  |  |                        |  |
| Maria Goffreda di Salm                                                  |                                                | Maria Anna van Bronckhorst                        |                                          |  |  |       |  |  |                                                        |  |  |                        |  |
|                                                                         |                                                | Arnold V Wolfgang Huyn van Geleen                 | Arnold IV Huyn van Geleen                |  |  |       |  |  |                                                        |  |  |                        |  |
|                                                                         |                                                | Arnold V Wolfgang Huyn van Geleen                 | Arnold IV Huyn van Geleen                |  |  |       |  |  |                                                        |  |  |                        |  |
|                                                                         |                                                | Arnold V Wolfgang Huyn van Geleen                 | Margreta van Wittenhorst                 |  |  |       |  |  |                                                        |  |  |                        |  |
| Godofreda Maria Anna Huyn van Geleen                                    |                                                | Arnold V Wolfgang Huyn van Geleen                 |                                          |  |  |       |  |  |                                                        |  |  |                        |  |
|                                                                         |                                                | …                                                 | …                                        |  |  |       |  |  |                                                        |  |  |                        |  |
|                                                                         |                                                | …                                                 | …                                        |  |  |       |  |  |                                                        |  |  |                        |  |
|                                                                         |                                                | …                                                 | …                                        |  |  |       |  |  |                                                        |  |  |                        |  |
|                                                                         |                                                | …                                                 |                                          |  |  |       |  |  |                                                        |  |  |                        |  |